# Casa circondariale di Sulmona
La casa di reclusione di Sulmona è un istituto penitenziario italiano, situato nel comune di Sulmona, adibito principalmente al regime carcerario previsto dall'articolo 41-bis.

## Storia
La struttura, fu costruita per volere del sottosegretario abruzzese Domenico Susi, serviva a sostituire il vecchio carcere cittadino, sito nel centro storico cittadino. Con l'aumento a livello nazionale dei detenuti sottoposti al regime carcerario dettato dall'articolo 41-bis introdotto dalla legge 10 ottobre 1986, n. 663 (legge Gozzini) avvenuto all'inizio degli anni '90, la struttura è principalmente adibita a questo tipo di custodia carceraria.
La scelta di ospitare qui un carcere di questo genere nasce da diverse caratteristiche, esempio dalla vicinanza con Roma (130 km), dal basso livello criminale della Regione Abruzzo e dalla posizione della città sita all'interno di una conca naturale  Valle Peligna, la quale risulta facilmente presidiabile in caso di evasioni.
Nel 2003 Armida Miserere allora Direttrice del Carcere si suicidò presso la stessa struttura in cui lavorava.

## Detenuti
La struttura era inizialmente progettata per una capienza massima di 334 detenuti, ma il numero è salito in seguito a 450, divisi tra carcerati comuni e sottoposti al regime del 41-bis.

### Detenuti famosi
- Rocco Morabito
- Gianfranco Stevanin
- Massimo Ballone
- Giosuè Rizzi